# Winthrop (Iowa)
Winthrop – miasto w Stanach Zjednoczonych, w stanie Iowa, w hrabstwie Buchanan. W 2000 roku liczyło 722 mieszkańców.
Z Winthrop pochodzi Michelle Monaghan, amerykańska aktorka.